# Бої в Боровому Селі
Бої в Боровому Селі, відомі в Хорватії як Різанина у Боровому Селі (хорв. Pokolj u Borovom Selu), а в Сербії як Інцидент у Боровому Селі (серб. Инцидент у Боровом Селу) — одне з перших військових зіткнень війни Хорватії за незалежність. У ході перестрілки, зчиненої 2 травня 1991 року у переважно населеному сербами селі Борово Село біля Вуковара на крайньому сході Хорватії, загинуло щонайменше 12 хорватських правоохоронців і 3 сербські ополченці. Інцидент заклав підвалини для розгортання югославських воєн, допомігши прискорити їхній початок.